# Giugno (singolo)
Giugno è un singolo del cantautore italiano Tananai, pubblicato il 17 gennaio 2020 come unico estratto dal primo EP Piccoli boati.

## Descrizione
Il brano è scritto, composto e prodotto dallo stesso cantautore e ha anticipato l'uscita dell'EP Piccoli boati, uscito il 21 febbraio 2020.

## Video musicale
Il video musicale, diretto da Olmo Parenti e Marco Zannoni, è stato pubblicato il 31 gennaio 2020 attraverso il canale YouTube del cantautore.

## Tracce
Testi e musiche di Alberto Cotta Ramusino.
1. Giugno – 2:57